# Verrucomicrobiota
Verrucomicrobiota, dříve Verrucomicrobia, je malý kmen gramnegativních bakterií, který nemá zcela ustálenou systematiku. Zatímco dříve se k němu řadil jen jeden řád, Verrucomicrobiales (v rámci třídy Verrucomicrobieae), studie z rodu 2007 navrhla nové řády, Opitutales a Puniceicoccales (oba v rámci nové třídy Opitutae, nově Opitutia). Nadále jsou popisovány nové druhy i vyšší taxonomické jednotky, např. třída Terrimicrobiia s řádem Terrimicrobiales, popsané v r. 2020. Některé vědecké portály se stále drží původní systematiky a nové řády nezmiňují.
Verrucomicrobiota jsou izolovány z sladké vody, půdy a lidské stolice. Další jsou ektosymbionti prvoků či endosymbionti hlístic (Nematoda). Zdá se, že jsou poměrně hojní. Sesterskými kmeny jsou chlamydie (Chlamydiae) a navrhovaného kmene Lentisphaerae, nově Lentisphaerota. Podle Cavalier-Smithe jsou Verrucomicrobia v rámci vývojové větve Planctobacteria (a ta dále v Gracilicutes).
Mezi známější rody patří Verrucomicrobium a Prosthecobacter a mnoho nedávno popsaných rodů (Akkermansia, Rubritalea, Opitutus, Alterococcus, Puniceicoccus, Pelagicoccus, Coraliomargarita, Cerasiococcus, …)